# Eudonia parviangusta
Eudonia parviangusta là một loài bướm đêm trong họ Crambidae.